# Jörg Potthast
Jörg Potthast ist ein deutscher Soziologe.

## Leben
Nach dem Abschluss 1998 als Diplom-Soziologe an der FU Berlin bei Bernward Joerges und Hans Peter Dreitzel war er von April 2003 bis September 2004
wissenschaftlicher Mitarbeiter des BMBF-Forschungsprojekts Smartbench am Zentrum Technik und Gesellschaft der TU Berlin. Von Oktober 2004 bis März 2009 war er wissenschaftlicher Mitarbeiter in BMBF- und EU-geförderten Forschungsprojekten zu akademischen Ausgründungen am Wissenschaftszentrum Berlin für Sozialforschung. Nach der Promotion (Dr. phil.) 2006 in Soziologie an der TU Berlin bei Werner Rammert und Bernward Joerges war er von Oktober bis Dezember 2009 Chargé de recherche am Institut National de la Recherche sur les Transports et leur Sécurité in Marne-la-Vallée. Von Juni bis Juli 2011 war er Fellow der Forschungsgruppe Communicating Disaster am Zentrum für interdisziplinäre Forschung der Universität Bielefeld. Von September 2010 bis Juli 2014 war er wissenschaftlicher Mitarbeiter am Institut für Soziologie der TU Berlin. Vom September 2014 bis März 2015 forschte er als Gastwissenschaftler am Hamburger Institut für Sozialforschung. Nach der Habilitation 2014 an der TU Berlin bei Werner Rammert, Stefan Beck und Hubert Knoblauch mit der venia Soziologie hatte er von März 2015 bis Oktober 2016 eine Professur auf Zeit für Soziologie, insbesondere Workplace Studies an der Universität Siegen. Im März 2016 dozierte er als Gastprofessor an der École des Hautes Études en Sciences Sociales in Paris. Seit Oktober 2016 lehrt er als Professor für Soziologie, insbesondere Workplace Studies, in Siegen.